# Борго Цафаљионе (Рагуза)
Борго Цафаљионе је насеље у Италији у округу Рагуза, региону Сицилија.
Према процени из 2011. у насељу је живело 4 становника. Насеље се налази на надморској висини од 36 м.